# (32343) 2000 QD92
2000 QD92 (asteroide 32343) é um asteroide da cintura principal. Possui uma excentricidade de 0.09500140 e uma inclinação de 8.49298º.
Este asteroide foi descoberto no dia 25 de agosto de 2000 por LINEAR em Socorro.